# Памятник Бедржиху Сметане (Прага)

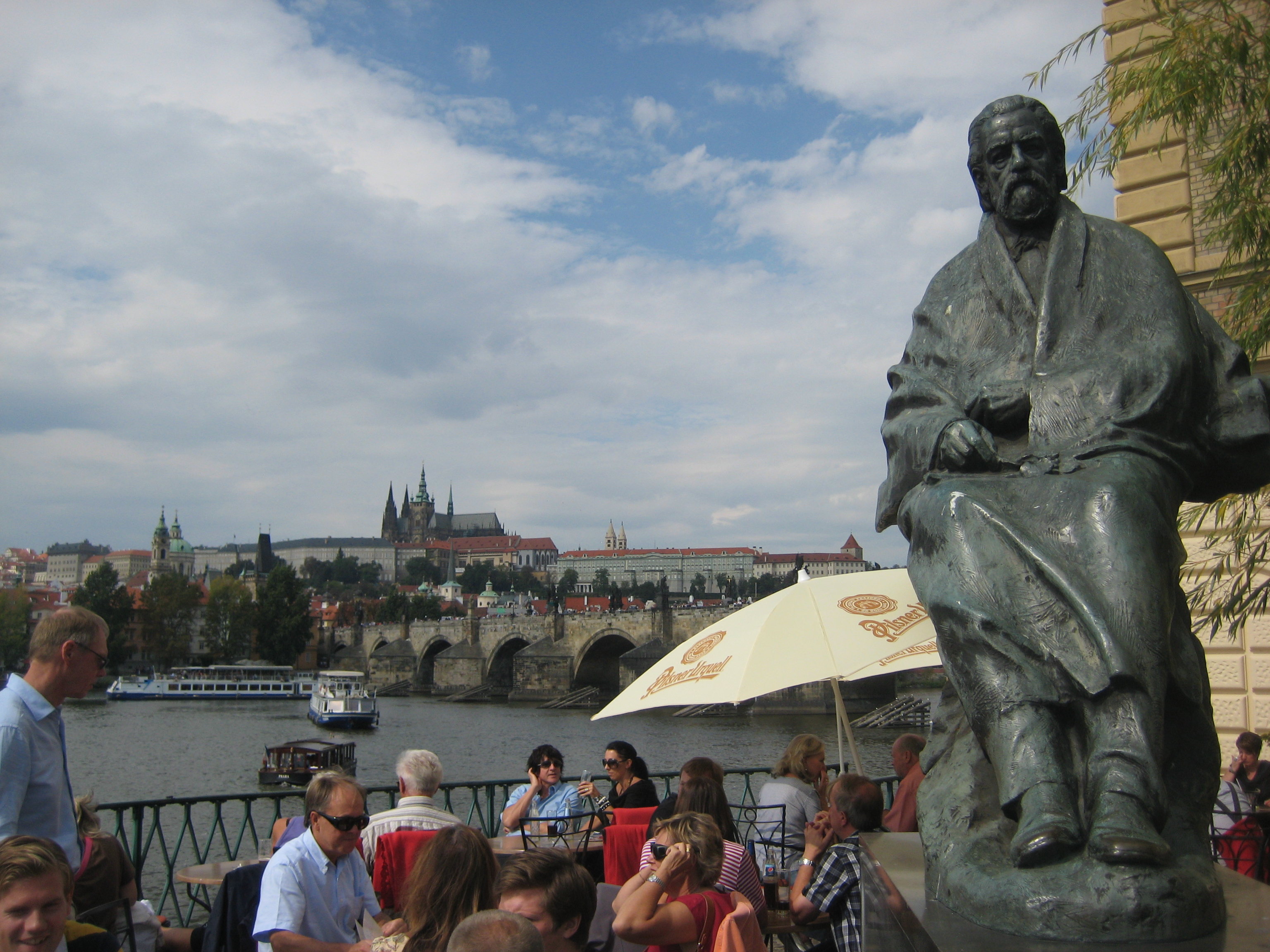
Памятник Бедржиху Сметане в Праге с видом на Влтаву, Карлов мост и Пражский Град, 2011

Памятник Бедржиху Сметане (чеш. Socha Bedřicha Smetany) — монумент, установленный в честь чешского композитора, пианиста и дирижёра, основоположника чешской национальной композиторской школы Бедржиха Сме́таны в Праге перед музеем Бедржиха Сметаны у Новотного моста близ набережной его имени на правом берегу реки Влтавы.
Авторы — скульптор Йозеф Малейовский и архитектор Бедржих Ханак.
Открыт 4 июля 1984 года по случаю празднования столетия со дня смерти композитора. Бронзовая скульптура высотой 250 см, шириной 90 см и весом около тонны была отлита на заводе художественного металла в Голешовицах. Общество по установке памятника известному чешскому композитору было создано ещё в 1909 году, но споры по поводу его расположению длились 75 лет.